# Trialeurodes abdita
Trialeurodes abdita là một loài côn trùng cánh nửa trong họ Aleyrodidae, phân họ Aleyrodinae.
Trialeurodes abdita được Martin miêu tả khoa học đầu tiên năm 2005.